# Wind Hellas
Wind Hellas Telecommunications S.A. (anciennement STET Hellas Telecommunications S.A., et plus tard TIM Hellas Telecommunications S.A.) est un fournisseur de télécommunications intégré grec dont le siège est à Athènes, en Grèce.
Wind est le troisième opérateur mobile en Grèce (après Cosmote et Vodafone) avec plus de 4,4 millions d'abonnés actifs (septembre 2010). Les chiffres réels pour les années après 2015 sont confidentiels, mais selon le rapport du gouvernement grec pour l'année 2017, Wind a une part de 15 à 25 % des abonnés actifs de la téléphonie mobile et de 10 à 15 % des abonnés actifs de la téléphonie fixe,.